# طارفيا فيزالله
طارفيا فيزالله (بالإنجليزية: Tarfia Faizullah)‏.شاعرة أمريكية
حاصلة على العديد الجوائز الادبية العالمية، منها جائزة Ploughshares عام 2009, وجائزة Crab Orchard Series in Poetry Open Competition Awards عام 2014 عن كتابها (التماس)

## حياتها
ولدت طارفيا عام 1980 في بروكلين نيويورك، ونشأت في غرب ولاية تكساس.

تخرجت من جامعة فرجينيا كومونولث 

تنشر اعمالها في مجلات الشعر الامريكية (Memorious and Blackbird).

## وصلات خارجية
- طارفيا فيزالله على موقع ميوزك برينز (الإنجليزية)

- Sean Carman (10 فبراير 2014). "Everything Is Near and Unforgotten: An Interview with Tarfia Faizullah". The Paris Review. مؤرشف من الأصل في 2019-07-22.
- "Tarfia Faizullah". Poetry Foundation. مؤرشف من الأصل في 2016-03-30.